# Kampatimar Shankariya
Kampatimar Shankariya (Hindi कनपटीमार शंकरिया; * 1952 in Jaipur; † 16. Mai 1979 ebenda) war ein indischer Serienmörder.
Er wurde 1952 in Jaipur, Rajasthan, geboren und im Alter von 26 Jahren verhaftet. Er gestand, in den Jahren 1973–1974 mindestens 70 Menschen zum Vergnügen getötet zu haben. Er tötete seine Opfer, indem er sie mit einem Hammer auf den Hals unterhalb der Ohren schlug, was ihm den Spitznamen Kanpatimar einbrachte (wörtlich: „einer, der unter die Ohren schlägt“). Er wurde Anfang 1974 gefasst, 1979 verurteilt und am 16. Mai 1979 in Jaipur gehängt. Die Zeit im Gefängnis hatte ihn zur Einsicht gebracht. Er gestand: „Ich habe unnötig Morde begangen, niemand sollte so sein wie ich.“